# Martin Tilner
Martin Tilner (* 1. Februar 1964) ist ein ehemaliger deutscher Fußballspieler.

## Karriere
Aus der Wattenscheider Jugend kommend wurde Martin Tilner bereits als 18-Jähriger von Trainer Fahrudin Jusufi in den Profikader der SG Wattenscheid 09 aufgenommen. Am 14. August 1982 gab er sein Debüt in der 2. Bundesliga im Heimspiel gegen Alemannia Aachen. In seiner ersten Profispielzeit kam der Mittelfeldspieler auf acht Einsätze und erreichte mit der SG 09 den Klassenerhalt in der Zweiten Liga. Für den Verein aus der Lohrheide absolvierte er bis 1986 insgesamt 103 Zweitligaspiele (neun Tore), zum Abschied landete er mit dem Klub in der Saison 1985/86 auf dem neunten Platz.
Martin Tilner nahm zur Spielzeit 1986/87 das Angebot des damaligen Bayernligisten TSV 1860 München an, der die Rückkehr in den Profifußball anstrebte, in der Rückrunde jedoch die Meisterschaft verspielte. Daraufhin wechselte Tilner 1987 zum FC Remscheid, dem Oberligameister aus NRW, der in die 2. Bundesliga aufgestiegen war. Mit Remscheid musste er 1987/88 wieder in die Oberliga Nordrhein absteigen, nach drei Jahren kehrte man aber als Meister der Spielzeit 1990/91 in die 2. Bundesliga zurück. Für den FCR bestritt Tilner von 1991 bis 1993 nochmals 75 Zweitligaspiele und erzielte dabei sechs Tore.
Nach dem erneuten Abstieg in die Oberliga 1993 wechselte er ein Jahr später zu Rot-Weiß Oberhausen. Bei RWO übernahm der Mittelfeldregisseur die Kapitänsbinde und führte das Team 1994/95 souverän zur Oberligameisterschaft und dem damit verbundenen Aufstieg in die Regionalliga West/Südwest. 1997 stand Martin Tilner mit Oberhausen im Finale um die Deutsche Amateurmeisterschaft, dort man unterlag jedoch dem SSV Reutlingen 05 mit 1:2.